# Drugi rząd Pedra Passosa Coelho
Drugi rząd Pedra Passosa Coelho (port. XX Governo Constitucional de Portugal – XX rząd konstytucyjny Portugalii) – rząd Portugalii funkcjonujący od 30 października do 26 listopada 2015. Był to centroprawicowy gabinet tworzony przez Partię Socjaldemokratyczną (PSD) i Partię Ludową (CDS/PP), który powstał po wyborach parlamentarnych w 2015. Gabinet ten zastąpił funkcjonujący przez całą czteroletnią kadencję pierwszy rząd tego samego premiera.

## Historia
Rządząca przez cztery lata centroprawica zwyciężyła w kolejnych wyborach. Utraciła jednak parlamentarną większość, uzyskując 107 mandatów w 230-osobowym Zgromadzenie Republiki. 22 października 2015 prezydent Aníbal Cavaco Silva zlecił liderowi PSD i urzędującemu premierowi Pedro Passosowi Coelho misję powołania kolejnego rządu. Prezydent skrytykował lidera opozycyjnych socjalistów Antónia Costę, który odmówił wsparcia gabinetu i proponował utworzenie koalicji socjalistów z antyeuropejskimi ugrupowaniami komunistycznymi. Swoją decyzję Aníbal Cavaco Silva motywował także koniecznością realizacji międzynarodowych zobowiązań.
Rząd rozpoczął pracę 30 października 2015, kiedy to nastąpiło zaprzysiężenie premiera i nowych ministrów. 10 listopada opozycyjne siły socjalistów i komunistów odrzuciły w parlamencie przedstawiony program rządowy. 26 listopada 2015 został zaprzysiężony nowy gabinet, na czele którego stanął lider socjalistów António Costa.

## Skład rządu
- Premier: Pedro Passos Coelho (PSD)[6]
- Wicepremier: Paulo Portas (CDS/PP)
- Minister stanu, minister spraw zagranicznych: Rui Machete (PSD)
- Minister stanu, minister finansów: Maria Luís Albuquerque (PSD)
- Minister obrony narodowej: José Pedro Aguiar-Branco (PSD)
- Minister administracji i spraw wewnętrznych: João Calvão da Silva (PSD)
- Minister sprawiedliwości: Fernando Negrão (PSD)
- Minister ds. parlamentarnych: Carlos Costa Neves (PSD)
- Minister ds. rozwoju regionalnego i prezydium rządu: Luís Marques Guedes (PSD)
- Minister gospodarki: Miguel Morais Leitão (CDS/PP)
- Minister rolnictwa i spraw morskich: Assunção Cristas (CDS/PP)
- Minister ochrony środowiska i planowania przestrzennego i energii: Jorge Moreira da Silva (PSD)
- Minister zdrowia: Fernando Leal da Costa (bezp.)
- Minister edukacji i nauki: Margarida Mano (bezp.)
- Minister solidarności społecznej, bezpieczeństwa socjalnego i zatrudnienia: Pedro Mota Soares (CDS/PP)
- Minister ds. modernizacji administracji: Rui Medeiros (bezp.)
- Minister kultury, równouprawnienia i spraw obywatelskich: Teresa Morais (PSD)